# Mathias Sandorf (pièce de théâtre)
Mathias Sandorf est une pièce de théâtre en quatre actes (15 tableaux) de William Busnach et Georges Maurens, écrite à partir et avec l'autorisation de l'auteur, du roman Mathias Sandorf de Jules Verne.

## Historique
Maurens obtient de Jules Verne qu'il a connu à Amiens la possibilité de reprendre le roman Mathias Sandorf. Il en rédige alors en 1887 le livret en collaboration de William Busnach
La pièce est représentée pour la première fois au Théâtre de l'Ambigu-Comique le 27 novembre 1887. Elle y sera jouée 94 fois jusqu'en février 1888.
Jules Verne en négocie la reprise à Bruxelles en novembre 1887 mais le décor original est détruit lors d'un incendie, ce qui annule le projet.
Elle est reprise au théâtre d'Amiens en février 1889, Paul Saverna y tenant le rôle de Cap Matifou.
La pièce rapporte 6 145,54 F à Jules Verne.

## Distribution
- Cap Matifou : Louis-François Dumaine
- Mathias Sandorf : Paul Chelles
- Pointe Pescade : Paul Fugère
- Sarcany : Montal
- Toronthal : Péricaux
- Étienne Bathory : Gravier
- Ladislas Zathmar : Dermez
- Zirone : Désiré Pougaud
- Pierre Bathory : Fabrègues
- Namir : Mlle Deschamps
- Mme Bathory : Mme Murat
- Mitsy Toronthal : Lucy Maurel
- Bettina : Eva Dartens
- Rosena : Palmyre
- Pierre : Petite Richard
- Réna : Petite Breton

## Publication
- Mathias Sandorf, pièce à grand spectacle de Jules Verne, William Busnach et Georges Maurens, Société Jules Verne, 1992, 107 p., préface de Robert Pourvoyeur